# Le Moule

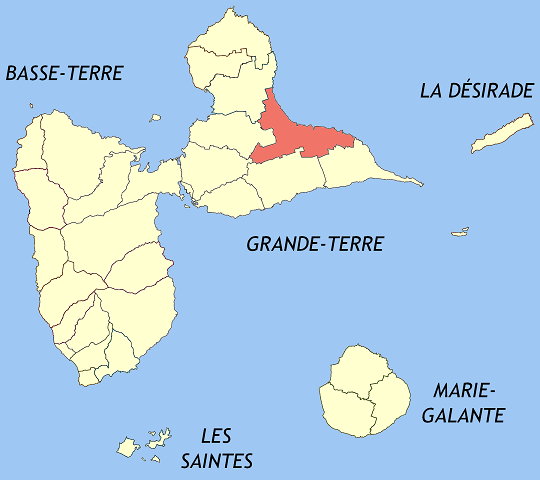
Ubicació de Le Moule dins de la Guadalupe

Le Moule és un municipi francès, situat a Guadalupe, una regió i departament d'ultramar de França situat a les Petites Antilles. L'any 2006 tenia 21.027 habitants. Limita al nord-oest amb Petit-Canal, a l'oest amb Morne-à-l'Eau, al sud-oest amb Sainte-Anne i al sud amb Saint-François.

## Demografia
| 19.501                                     | 21.027 |
| Des de 1962: població sense dobles comptes |        |

## Administració
| Període | Identitat               | Partit |
| ------- | ----------------------- | ------ |
| 1989-   | Gabrielle-Louis Carabin | UMP,   |

## Galeria d'imatges

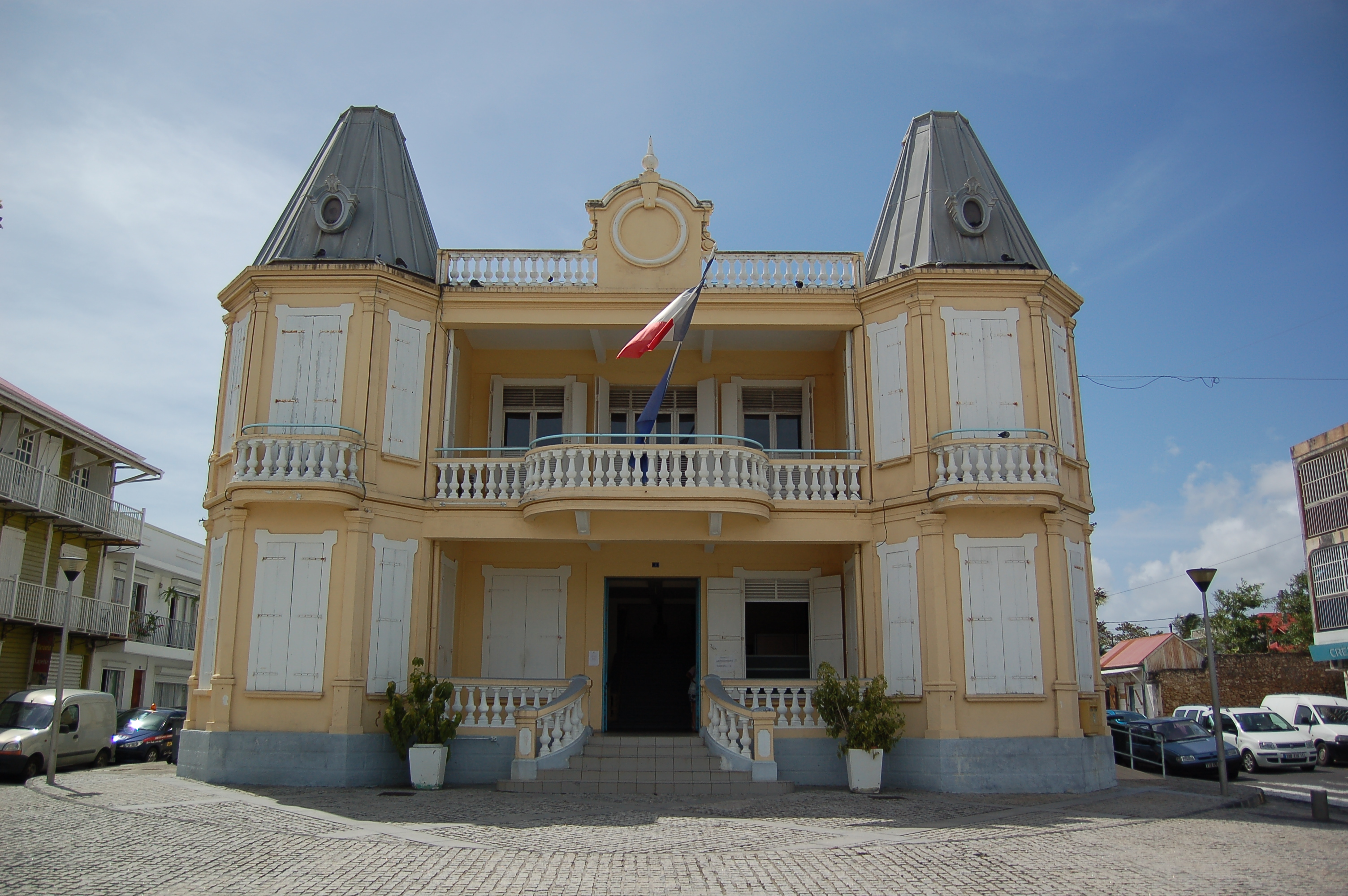
Alcaldia
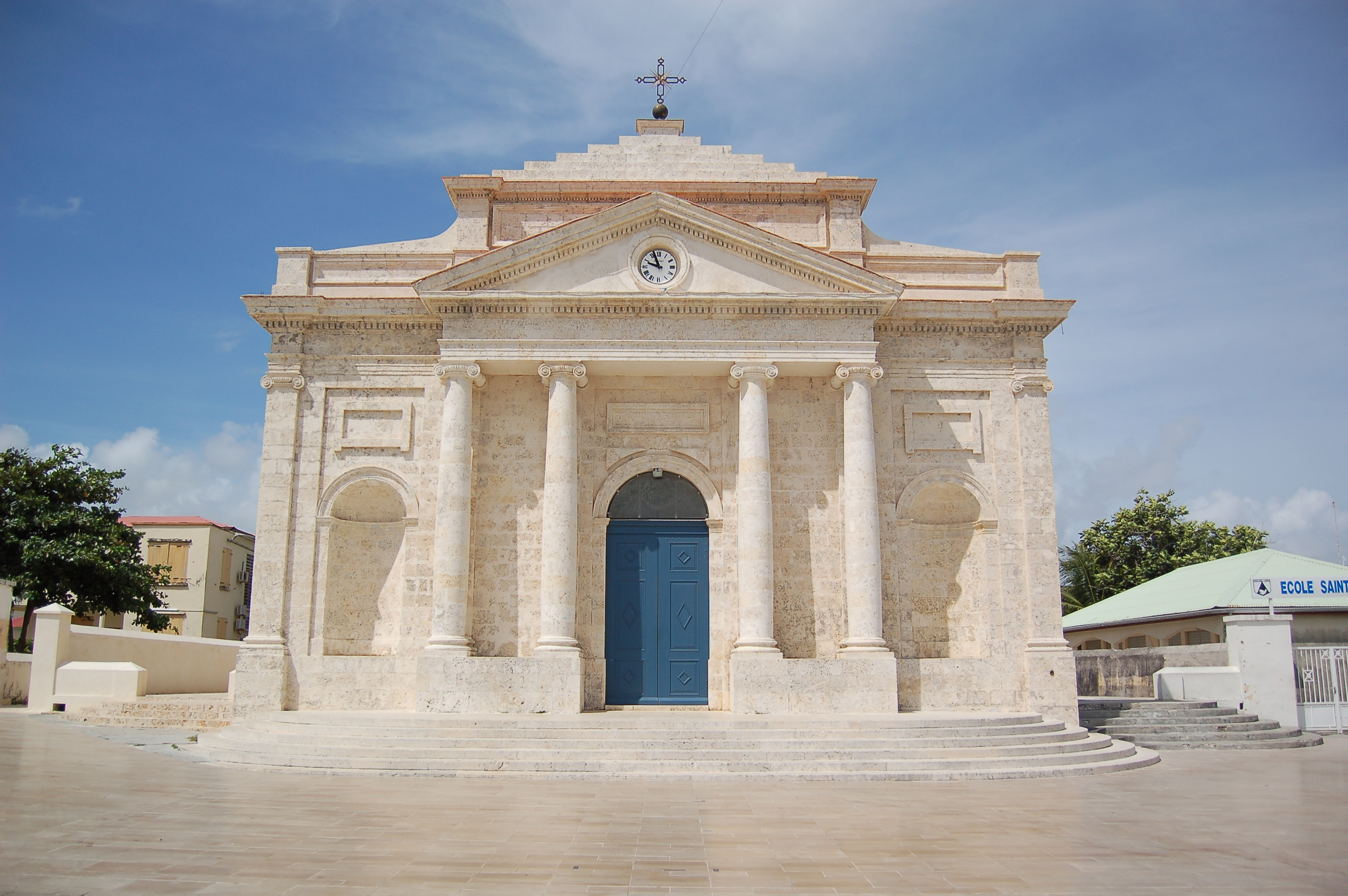
Església Saint-Jean-Baptiste
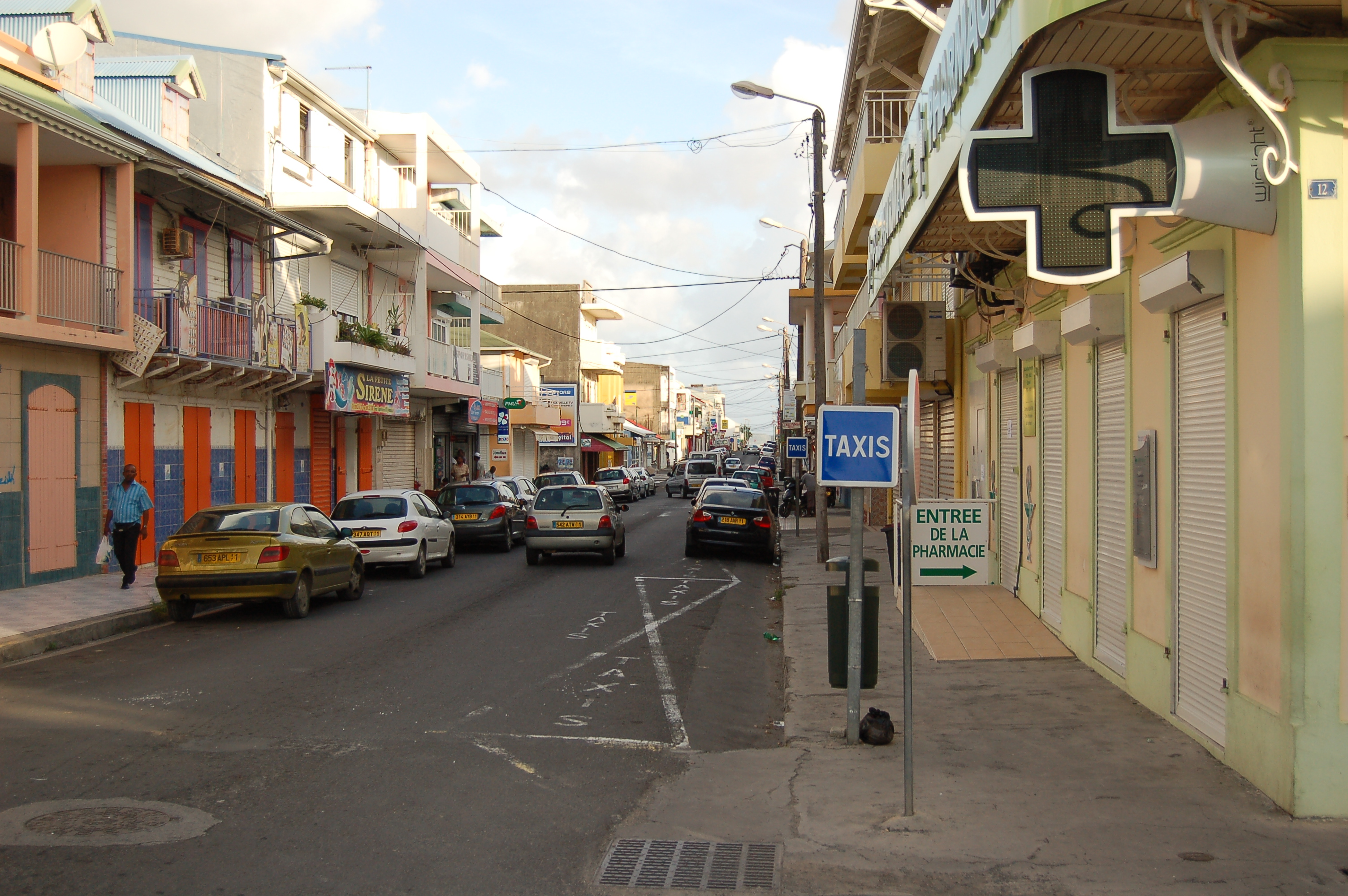
Rue Saint Jean